# Likani (woda mineralna)
Likani – naturalna woda mineralna wydobywana w uzdrowisku Likani w pobliżu Bordżomi, w Samcche-Dżawachetii, w Gruzji. Właścicielem marki jest IDS Borjomi International.

## Historia
Butelkowanie wody mineralnej Likani rozpoczęto w 2007.

## Skład mineralny[1]
| Nazwa           | Wzór chemiczny | Zawartość [mg/l] |
| Kationy         | Kationy        | Kationy          |
| --------------- | -------------- | ---------------- |
| sodowy          | Na+            | 1000-1700        |
| wapniowy        | Ca2+           | 40-100           |
| magnezowy       | Mg2+           | 30-80            |
| potasowy        | K+             | 15-50            |
| Aniony          |                |                  |
| wodorowęglanowy | HCO3−          | 3000-4500        |
| chlorkowy       | Cl−            | 150-400          |
| siarczanowy     | SO42−          | <50              |
| fluorkowy       | Cl−            | <10              |
| Razem           | Razem          | 4500-6500        |